# Diocesi di Rockford
La diocesi di Rockford (in latino: Dioecesis Rockfordiensis) è una sede della Chiesa cattolica negli Stati Uniti d'America suffraganea dell'arcidiocesi di Chicago. Nel 2022 contava 496.000 battezzati su 2.105.000 abitanti. È retta dal vescovo David John Malloy.

## Territorio
La diocesi comprende 11 contee nella parte settentrionale dello stato americano dell'Illinois: Jo Daviess, Stephenson, Winnebago, Boone, McHenry, Carroll, Ogle, DeKalb, Whiteside, Lee e Kendall.
Sede vescovile è la città di Rockford, dove si trova la cattedrale di San Pietro (Saint Peter).
Il territorio si estende su 16.717 km² ed è suddiviso in 105 parrocchie.

## Storia
La diocesi è stata eretta il 27 settembre 1908 con il breve Quae rei sacrae di papa Pio X, ricavandone il territorio dall'arcidiocesi di Chicago.
L'11 dicembre 1948 ha ceduto una porzione del suo territorio a vantaggio dell'erezione della diocesi di Joliet.

## Cronotassi dei vescovi
Si omettono i periodi di sede vacante non superiori ai 2 anni o non storicamente accertati.
- Peter James Muldoon † (28 settembre 1908 - 8 ottobre 1927 deceduto)
- Edward Francis Hoban † (10 febbraio 1928 - 14 novembre 1942 nominato vescovo coadiutore di Cleveland[1])
- John Joseph Boylan † (21 novembre 1942 - 19 luglio 1953 deceduto)
- Raymond Peter Hillinger † (3 novembre 1953 - 27 giugno 1956 nominato vescovo ausiliare di Chicago[2])
  - Donald Martin Carroll † (27 giugno 1956 - 25 settembre 1956 dimesso) (vescovo eletto)
- Loras Thomas Lane † (11 ottobre 1956 - 22 luglio 1968 deceduto)
- Arthur Joseph O'Neill † (19 agosto 1968 - 19 aprile 1994 ritirato)
- Thomas George Doran † (19 aprile 1994 - 20 marzo 2012 ritirato)
- David John Malloy, dal 20 marzo 2012

## Statistiche
La diocesi nel 2022 su una popolazione di 2.105.000 persone contava 496.000 battezzati, corrispondenti al 23,6% del totale.
| anno | popolazione | popolazione | popolazione | presbiteri | presbiteri | presbiteri | presbiteri                | diaconi | religiosi | religiosi | parrocchie |
| anno | battezzati  | totale      | %           | numero     | secolari   | regolari   | battezzati per presbitero | diaconi | uomini    | donne     | parrocchie |
| ---- | ----------- | ----------- | ----------- | ---------- | ---------- | ---------- | ------------------------- | ------- | --------- | --------- | ---------- |
| 1950 | 78.534      | 610.424     | 12,9        | 233        | 152        | 81         | 337                       |         | 66        | 26        | 100        |
| 1966 | 185.624     | 798.538     | 23,2        | 352        | 188        | 164        | 527                       |         | 213       | 66        | 103        |
| 1970 | 194.245     | 798.538     | 24,3        | 300        | 161        | 139        | 647                       |         | 170       | 598       | 97         |
| 1976 | 208.999     | 934.938     | 22,4        | 246        | 159        | 87         | 849                       | 15      | 118       | 415       | 99         |
| 1980 | 217.573     | 961.000     | 22,6        | 252        | 170        | 82         | 863                       | 51      | 102       | 425       | 102        |
| 1990 | 226.240     | 1.043.000   | 21,7        | 233        | 163        | 70         | 970                       | 61      | 84        | 500       | 107        |
| 1999 | 323.109     | 1.228.630   | 26,3        | 219        | 159        | 60         | 1.475                     | 104     | 15        | 323       | 105        |
| 2000 | 367.376     | 1.270.374   | 28,9        | 212        | 152        | 60         | 1.732                     | 117     | 76        | 330       | 105        |
| 2001 | 371.322     | 1.298.208   | 28,6        | 221        | 163        | 58         | 1.680                     | 112     | 74        | 262       | 105        |
| 2002 | 375.185     | 1.309.058   | 28,7        | 228        | 176        | 52         | 1.645                     | 117     | 69        | 249       | 105        |
| 2003 | 418.891     | 1.465.828   | 28,6        | 231        | 179        | 52         | 1.813                     | 121     | 69        | 249       | 105        |
| 2004 | 420.883     | 1.497.221   | 28,1        | 243        | 181        | 62         | 1.732                     | 143     | 79        | 245       | 105        |
| 2010 | 451.509     | 1.665.000   | 27,1        | 288        | 238        | 50         | 1.567                     | 136     | 64        | 120       | 107        |
| 2014 | 473.500     | 2.008.000   | 23,6        | 216        | 175        | 41         | 2.192                     | 136     | 52        | 101       | 105        |
| 2017 | 484.150     | 2.052.600   | 23,6        | 212        | 173        | 39         | 2.283                     | 150     | 50        | 72        | 104        |
| 2020 | 494.340     | 2.095.800   | 23,6        | 208        | 184        | 24         | 2.376                     | 182     | 43        | 66        | 104        |
| 2022 | 496.000     | 2.105.000   | 23,6        | 210        | 183        | 27         | 2.361                     | 139     | 33        | 83        | 105        |